# دینکل‌لاند
دینکل‌لاند (به هلندی: Dinkelland) یک شهرستان در هلند است که در افریسل واقع شده‌است. دینکل‌لاند ۲۶ متر بالاتر از سطح دریا واقع شده‌است.

## خواهرخوانده
شهر اشتات‌لون خواهرخواندهٔ دینکل‌لاند هست.